# 横山岭水库
横山岭水库位于中国河北省石家庄市灵寿县北部，是以防洪、灌溉为主，兼有发电功能的大（二）型水库。水库工程于1958年6月动工兴建，1960年竣工，1970-1973年扩建，1980-1984年续建，1992年又进行了溢洪道除险加固。水库主坝为黏土斜墙土砂混合坝，最大坝高41米，坝顶长490米，坝宽5米。2000年以后，以水库为依托建设了横山湖景区，水库大坝一带为河北省级文物保护单位陈庄歼灭战旧址。
汛限水位154.0m，汛限库容1.31亿m3。